# Simpang Peut (Seunudon)
Simpang Peut is een bestuurslaag in het regentschap Aceh Utara van de provincie Atjeh, Indonesië. Simpang Peut telt 378 inwoners (volkstelling 2010).